# Orquesta del Titanic

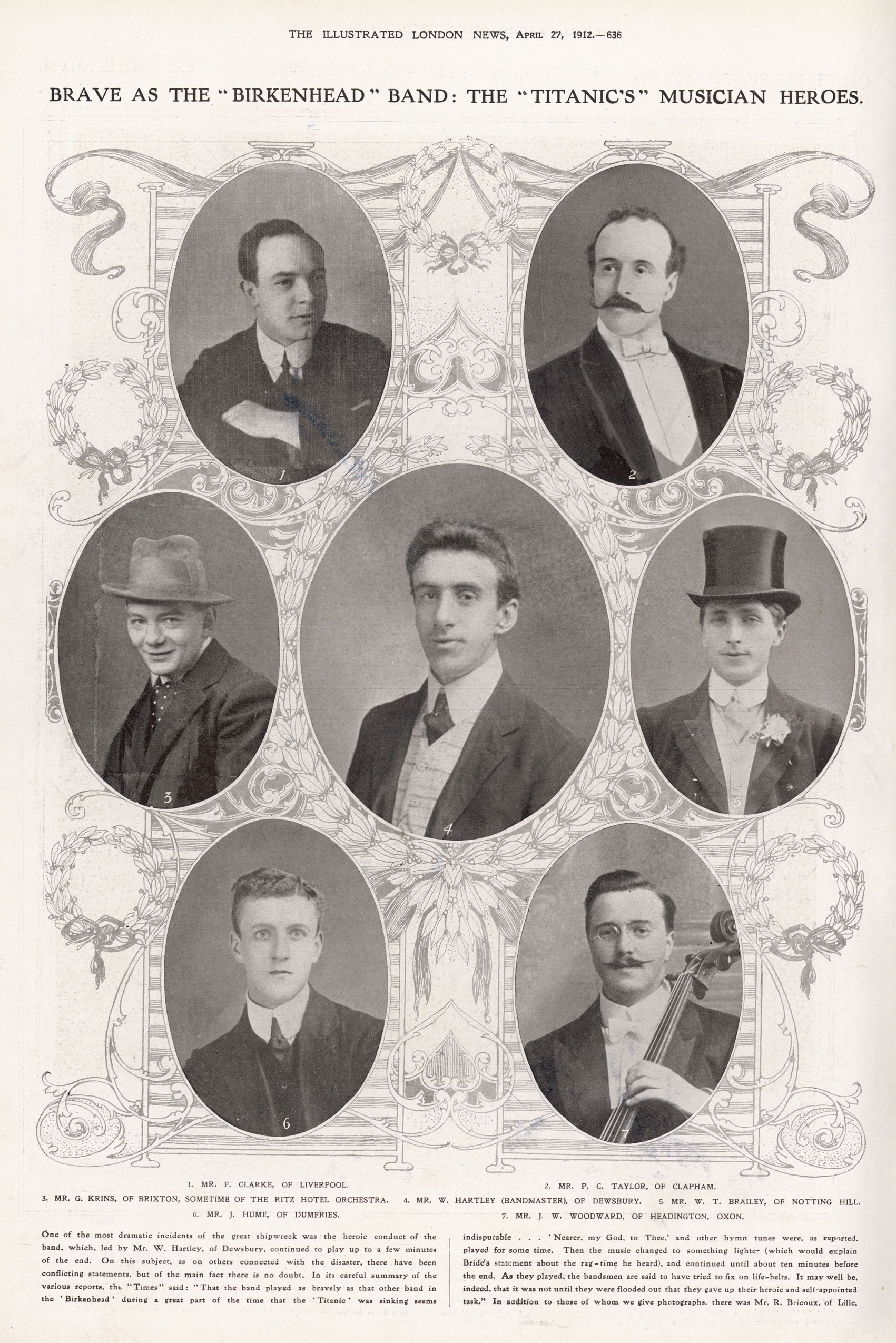
La orquesta: de arriba abajo y de izquierda a derecha, Fred Clarke y P.C. Taylor. En el centro, G. Krins, Wallace H. Hartley y Theodore Brailey. Abajo, Jock Hume y J.W. Woodward. Roger Bricoux no está en esta fotografía.

La orquesta del Titanic o Wallace Hartley Band es la que perteneció al afamado transatlántico RMS Titanic, botado el 31 de mayo de 1911 y hundido durante su viaje inaugural, en la noche del 14 al 15 de abril de 1912.
Una de las más famosas leyendas del Titanic es la relativa a su orquesta musical. Durante el hundimiento, los ocho miembros, dirigidos por Wallace Hartley, se situaron en el salón de primera clase en un intento por hacer que los pasajeros no perdieran la calma ni la esperanza. Más tarde continuaron tocando en la parte de popa de la cubierta de botes. La banda no dejó de tocar incluso cuando ya era seguro que el buque se hundiría.[cita requerida]
Los ocho miembros perecieron en el hundimiento, y solo los cuerpos de tres de ellos fueron recuperados. A sus funerales, especialmente al del director Hartley, asistieron grandes multitudes. El público y la prensa se entusiasmaron con el heroísmo de la orquesta, en memoria de la que se erigieron varios monumentos. Los músicos del Titanic fueron vistos en la época como símbolo de los jóvenes que habían recuperado los valores del estoicismo y autosacrificio que se creía habían perdido las nuevas generaciones. La orquesta casi siempre aparece en las películas sobre la tragedia.

## Antecedentes
Al iniciarse el siglo XX, los barcos de pasajeros se habían convertido de simples navíos de transporte a auténticos hoteles flotantes. La tripulación se había ampliado con gran cantidad de cocineros, camareros y mayordomos para garantizar la comodidad de los pasajeros. La llegada de orquestas a bordo fue un aspecto muy notable de este cambio. Las orquestas inicialmente estaban compuestas por pasajeros que tocaban instrumentos, luego por tripulantes que también actuaban como músicos. Finalmente, las orquestas se hicieron cada vez más profesionales. La primera orquesta profesional a bordo apareció en 1907, en el Adriatic de la White Star Line. En los años siguientes, las orquestas se convirtieron en parte esencial de los trasatlánticos más grandes.
Para conseguir los mejores músicos a bordo, las compañías navieras contrataban sus orquestas a través de agencias. La propia White Star Line no pagaba directamente a sus músicos (que tampoco formaban parte de la lista oficial de la tripulación) sino que dejaba la elección y remuneración a cargo de la agencia Black Talent de Liverpool. Esta agencia capitalizaba el entretenimiento musical para las principales compañías navieras del momento, como White Star Line, Cunard Line, Royal Mail Steam Packet Company y American Line.

## Integrantes
Los ocho músicos, contratados por la Black Talent, subieron a bordo en Southampton como pasajeros de segunda clase. Hasta la noche del hundimiento, tocaron en dos grupos separados: un quinteto dirigido por el violinista y director oficial de la banda Wallace Hartley, que tocaba a la hora del té, en los conciertos de sobremesa y en los servicios religiosos, entre otras ocasiones, y el trío de violín, violonchelo y piano de Georges Krins, Roger Bricoux y Theodore Brailey, que tocaban en el restaurante a la carta y el café parisien.
- Wallace H. Hartley, de Dewsbury, director de la banda.[1]
- Roger Bricoux, el chelista francés.
- Fred Clarke, de Liverpool.
- P.C. Taylor, de Clapham.
- G. Krins, de Brixton.
- Theodore Brailey, de Notting Hill.
- Jock Hume, de Dumfries.
- J.W. Woodward, de Headington, Oxon.[2]

Ninguno de los integrantes de la banda sobrevivió al naufragio, y desde entonces ha habido mucha especulación respecto a cuál fue la última melodía que interpretaron. Algunos testigos dicen que la 
última canción fue "Más cerca, oh Dios, de ti". Aunque existen tres versiones de dicha canción y nadie exactamente ha podido confirmar cuál de ellas se interpretó, o si realmente fue esa la última.

El cuerpo de Hartley fue uno de los que se recuperaron y pudieron ser identificados. Su funeral en Inglaterra contó con la presencia de miles de personas. A pesar de ser considerado como un héroe en su país, la naviera White Star Line le cobró a su familia por el coste de la pérdida de su uniforme.

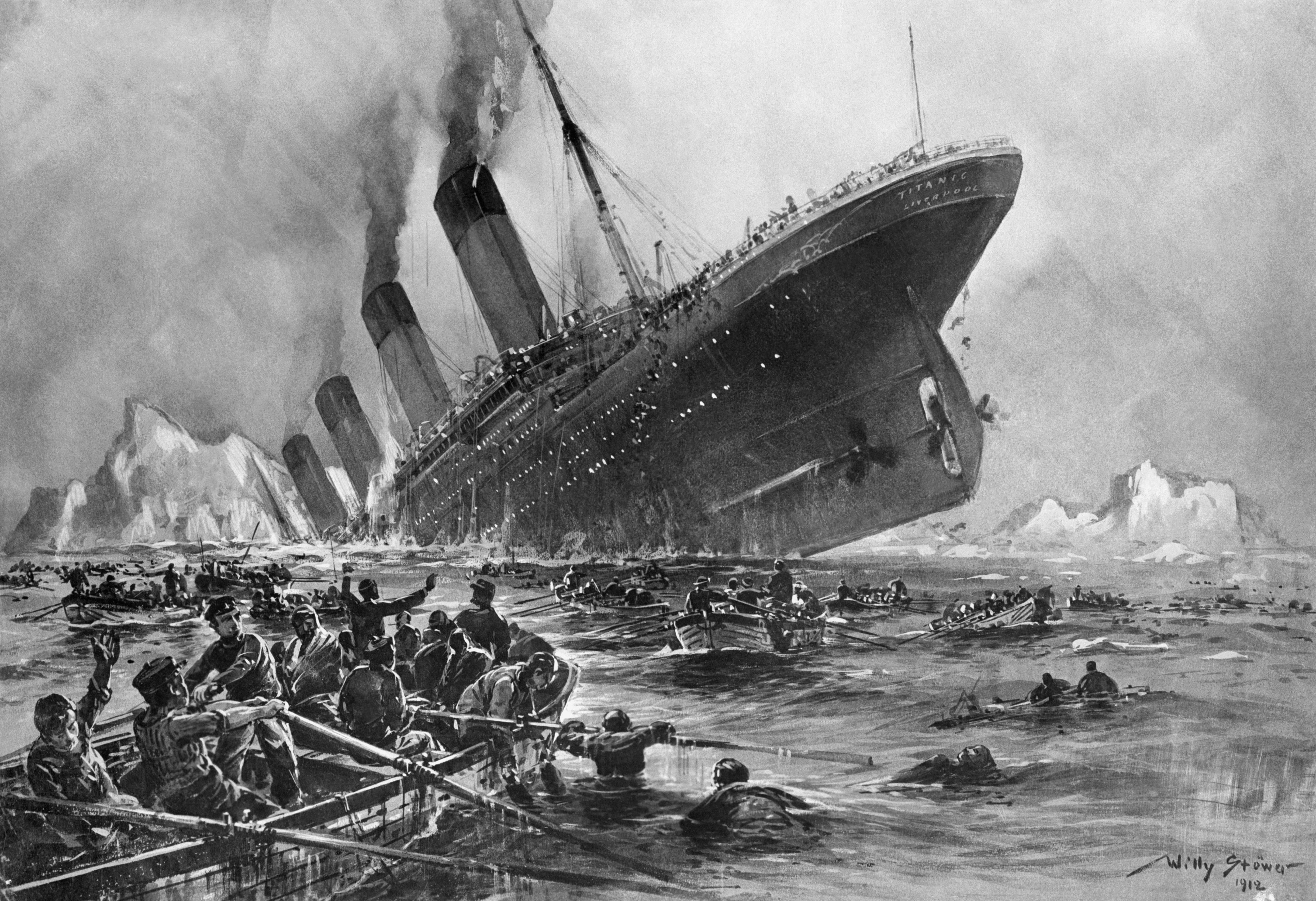
Ilustración de Willy Stöwer: Untergang der Titanic (El
hundimiento del Titanic).

## Zonas en las que actuaron durante el hundimiento
Se ha insinuado que los músicos comenzaron a tocar en el salón de la cubierta A hacia las 0:20. Las declaraciones de los supervivientes Emma Schabert, Jack Thayer y May Futrelle parecen apoyar esta versión. Se conoce que los vestíbulos de las entradas de las cubiertas A y de botes se congestionaron enormemente conforme más pasajeros salieron de sus camarotes y esperaron nuevas órdenes por parte de la tripulación. De modo que es factible que durante un tiempo aquella estancia fuera el mejor lugar para reproducir música. Sin embargo, no había pianos en el salón. Aun así, cuando Archibald Gracie IV realizó su recorrido completo por las salas públicas de la cubierta A, en algún momento después de las 0:40, no mencionó ver a los músicos allí ni tampoco dijo nada acerca de la audición musical en otros espacios cuando pasaba a la cubierta superior.
De todos modos, el conjunto musical también fue visto realizando su cometido en el nivel de la cubierta de botes de la entrada de primera clase. Un piano de pared Steinway fue proporcionado en un rincón, a babor de aquel vestíbulo. May Futrelle testimoniaría que justo antes del lanzamiento del bote N.º 9 a la 1:30:

La orquesta había salido a la cubierta de botes, donde había un piano, sobre el momento en que se bajó el cuarto bote [Bote Nº 4, que estuvo a punto de abordarlo]. Mientras hicimos nuestro camino por la cubierta, estaban tocando "Alexander’s Ragtime Band" - para mantenernos en movimiento, supongo.

La redacción inicial de esta declaración podría indicar una posición en el área descubierta de la cubierta superior. Sin embargo, analizando detenidamente esta declaración, May añadió que se encontraba un piano en donde los concertistas tocaban. El único piano en la cubierta de botes se localizaba dentro de la entrada. Su referencia únicamente podía aludir al nivel interno de la entrada de la cubierta de botes.
Se ha repetido infinidad de veces que la orquesta salió a cubierta para continuar actuando al aire libre, en las inmediaciones de la entrada de primera clase, en la banda de babor.
Sin embargo esta leyenda está plagada de complicaciones. En primer lugar no se dispone de testimonios de supervivientes lo suficientemente exactos que declararan tal cosa. En segundo lugar, desde los espacios interiores del transatlántico hubiera requerido una re-afinación de todos los instrumentos de cuerda, y tal vez más de una puesta a punto a medida que los instrumentos y sus cuerdas continuaran enfriándose. En segundo lugar, el piano no hubiera estado disponible en el espacio externo de la cubierta de botes. No había forma razonable de sacar el piano afuera desde la entrada hasta la cubierta superior. Estaría bien sujeto hacia abajo para evitar que se moviera en caso de mal tiempo, el travesaño de la puerta que conducía al exterior también hubiera sido otro obstáculo, además de tener que franquear un giro de noventa grados en el pequeño vestíbulo. En una cubierta inclinada con un frío glacial, desplazar el piano afuera parece una absoluta necedad.
Sumado a esto, no hubiera habido lugar para que el violonchelista se sentara. Quizá, se ha insinuado, se encontraran sillas o bancos o fueran traídas afuera. Es posible, pero luego actuar otra vez con estos instrumentos de cuerda requerían digitación compleja; el frío no hubiera permitido una larga actuación, ya que los dedos de los músicos rápidamente se les hubieran entumecido y quedado sin sensibilidad. Más allá de eso, la iluminación de cubierta era pobre; al menos, había dos luces en los mamparos de los alrededores, y un poco de iluminación difusa que irradiara desde el interior mediante las ventanas arqueadas de la entrada. Aun así, no era mucho, y no se hubiera dispersado uniformemente. Si los concertistas estaban de espaldas a la luz, las sombras también hubieran sido otro problema. En este escenario, ¿se supone que el conjunto echó un vistazo a su partitura a través de la tenue iluminación y las sombras? ¿o interpretarían de memoria? Esto último sería lo más probable, pero a la luz de todas las anteriores complicaciones, un movimiento al exterior de los músicos durante cualquier lapso de tiempo simplemente no parece viable.
Se conoce que los sobrevivientes desde los botes salvavidas y en las cubiertas de ambos lados del navío afirmaron que pudieron escuchar los acordes de la música; sólo eso podría sugerir que actuaran en el exterior, en algún lugar del espacio abierto de la cubierta. Sin embargo, no se dispone de testimonios de primera mano refiriéndose a la orquesta en la posición que tradicionalmente se le ha asignado. Más allá de eso, la acústica era tremendamente buena esa noche - el aire estaba quieto y frío, y los sonidos podían llegar a través del agua con claridad, al menos en distancias cortas. Cuando cesó la ventilación del vapor, había muy pocos gritos o llantos en las cubiertas, al menos hasta bien entrado el hundimiento, y poco en cuanto a la maquinaria o ruidos del equipo. Teniendo en cuenta estos factores, aunque la banda cumpliera con su cometido en el interior, muy probablemente pudiera haber sido escuchada desde los botes de salvamento a ambos lados de la nave hasta una cierta distancia.
De otro lado, existen evidencias de que los concertistas se mantuvieron dentro del buque. La declaración del mayordomo Edward Brown es muy esclarecedora. A Brown se le preguntó sobre lo que la orquesta estuviera haciendo en lo último, y respondió:

No recuerdo escuchar a la banda parar de tocar. Estuvieron tocando durante mucho tiempo, pero no recuerdo oírlos parar.

Al preguntarle dónde estaba reunida la banda, Brown contestó: 

Justo en lo más alto de la escalerilla – en la escalerilla delantera de la cubierta de botes.

Muchos otros sobrevivientes denominaron a la Gran Escalera de primera clase y a los vestíbulos de entrada como la escalerilla. La elección de las palabras de Brown en su frase lo dice todo. Dijo que se hallaban en lo más alto de la escalerilla delantera. La descripción anterior tendría poco sentido si estuvieran en el espacio abierto de la cubierta. La frase en lo más alto posiblemente haga referencia a la cubierta más elevada (la cubierta de botes) de la Gran Escalera, igualmente conocida como la escalerilla delantera.

## Legado

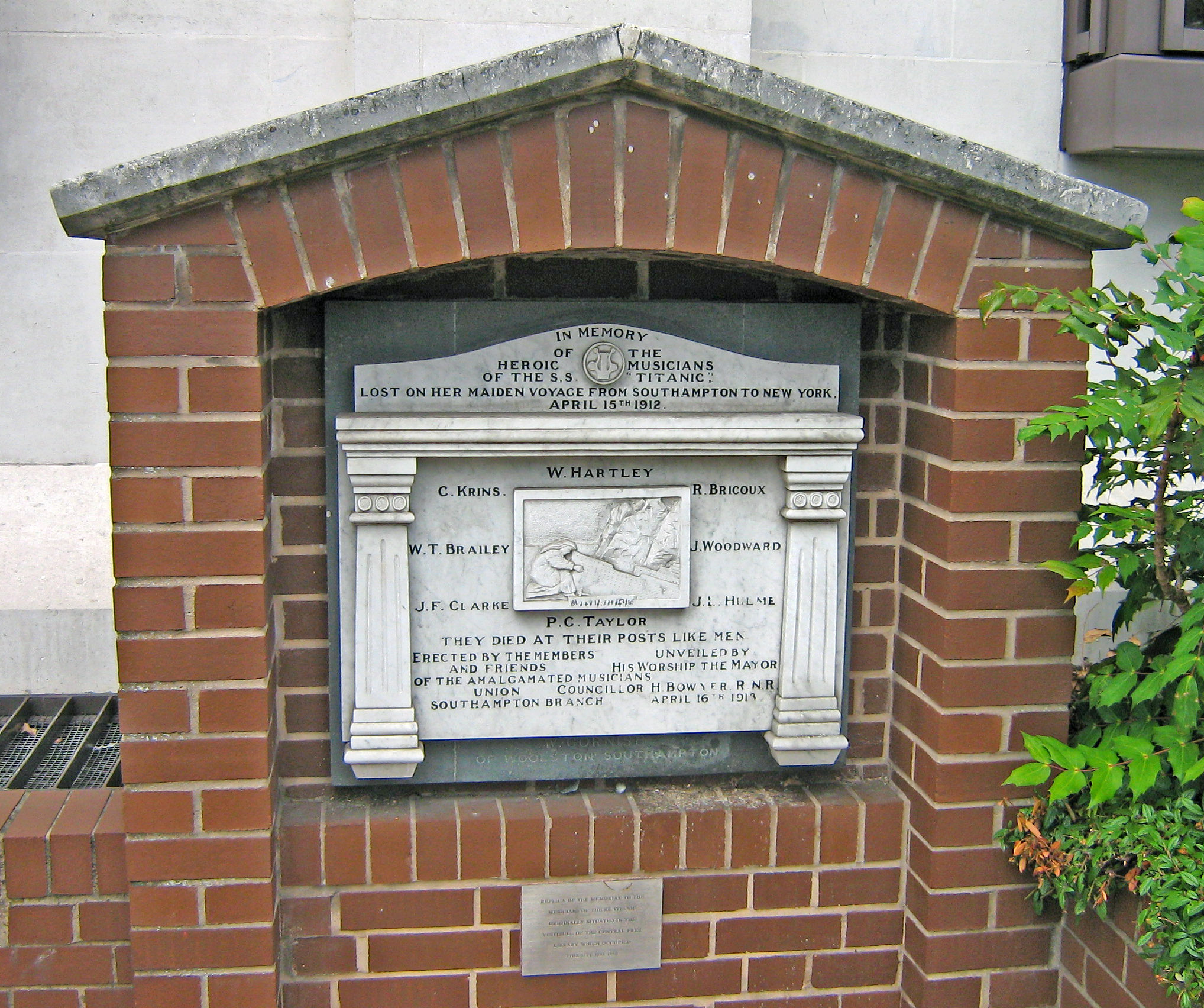
Lápida en memoria de los músicos del en Southampton (Inglaterra).

Tras estos acontecimientos, la orquesta del Titanic es citada para mencionar casos en los que personas, empresas, naciones, etcétera, ante graves acontecimientos que van a provocar su ruina y hundimiento, deciden no sólo no hacer nada, sino seguir aparentando que nada malo pasa ni va a ocurrir. Y así, continúan interpretando mientras se hunde el barco, empresa, vida personal, etcétera. 
Independientemente de que la actitud de los músicos fuese cierta o no, la anécdota o leyenda ha trascendido y se ha transformado en una "frase hecha" que se usa cuando a alguien le van mal las cosas y sigue aparentando que no pasa nada.

Sería una variante, más optimista, del caso del avestruz, que esconde su cabeza bajo tierra para no ver el peligro, creyendo que, al no ver sus problemas, estos desaparecen. Asimismo la orquesta del Titanic representa también a los que continúan siendo y haciendo lo que los apasiona hasta el último instante de su vida, que es lo que los integrantes de la famosa orquesta hicieron, absolutamente conscientes de lo que estaba sucediendo a su alrededor.